# Старово (Биряковское сельское поселение)
Старово — деревня в Сокольском районе Вологодской области.
Входит в состав Биряковского сельского поселения, с точки зрения административно-территориального деления — в Биряковский сельсовет. Расположена к югу от автодороги А123.
Расстояние по автодороге до районного центра Сокола — 97 км, до центра муниципального образования Бирякова — 3 км. Ближайшие населённые пункты — Семеново, Алекино, Попово.
По переписи 2002 года население — 9 человек.